# 2003 FB130
2003 FB130, também escrito como 2003 FB130, é um objeto transnetuniano que está localizado no Cinturão de Kuiper, uma região do Sistema Solar. Este corpo celeste é classificado como um provável cubewano. Ele possui uma magnitude absoluta de 7,5 e tem um diâmetro estimado com 139 km.

## Descoberta
2003 FB130 foi descoberto no dia 24 de março de 2003.

## Órbita
A órbita de 2003 FB130 tem uma excentricidade de 0,112 e possui um semieixo maior de 42,984 UA. O seu periélio leva o mesmo a uma distância de 38,177 UA em relação ao Sol e seu afélio a 47,792 UA.